# Michael Hennet Sotomayor
Michael Hennet Sotomayor (ur. 20 stycznia 1983 w Puerto de la Cruz na Teneryfie) – wokalista hiszpańskiego boysbandu NASH. Jego pseudonim artystyczny brzmi Mikel. Razem z zespołem wystąpił na Konkursie Piosenki Eurowizji 2007 w Helsinkach.
Mikel w wieku sześciu lat zaczął podążać za swymi marzeniami w muzycznym teatrze E.S.T.A. W wieku lat 12 wziął udział w jego pierwszej produkcji kierowanej przez Luísa Sánchez Gijón, który pozwalał mu brać udział w tworzeniu produkcji „Vente Conmigo”.
Rok później dołączył do Agencji OLÉ. Mając 16 lat miał do czynienia z teatrem W.I.N.G.
Mniej więcej dwa lata Mikel przybył do Madrytu i rozpoczął studia. W tej właśnie szkole spotkał Basty’ego. Szybko się zaprzyjaźnili. Oboje poznali Javiego, który z kolei spotkał Ony’ego w szkole muzycznej w Sevilli.
Natychmiast stali się najlepszymi przyjaciółmi i założyli zespół NASH.